# ヘルクレス座AM星
ヘルクレス座AM星(AM Herculis)は、ヘルクレス座にある赤色矮星の変光星である。この恒星は、おおぐま座AN星とともに、ポーラーまたはヘルクレス座AM型星と呼ばれる強磁場激変星のプロトタイプ星となっている。

## 歴史
ヘルクレス座AM星は、1923年にマックス・ヴォルフによって初めてVeranderlicher 28.1923という星表に収録された。これは現在、変光星総合カタログのAN 28.1923となっている。視等級が12から14まで変化する不規則型の変光星として観測される。1976年、天文学者S.Tapiaは、この恒星から来る光は直進のものと偏光のものの両方があることに気付いた。これは、星系の周りに強い磁場があることを示し、以前に考えられていたよりもずっと複雑な星系であることが明らかとなった 。